# Instituto Max Planck de Ciencias Naturales Multidisciplinarias
El Instituto Max Planck de Ciencias Naturales Multidisciplinarias ( en alemán : Max-Planck-Institut für Multidisziplinäre Naturwissenschaften ) es un instituto de investigación de la Sociedad Max Planck , ubicado en Göttingen , Alemania . Se formó el 1 de enero de 2022 mediante la fusión del Instituto Max Planck de Química Biofísica y el Instituto Max Planck de Medicina Experimental.